# Ligue des champions de l'OFC 2024
Navigation
Édition précédente Édition suivante
La Ligue des champions de l'OFC 2024 est la 23e édition de la Ligue des champions de l'OFC. Elle met aux prises les champions des différentes nations affiliées à la Confédération du football d'Océanie (OFC).

## Format
Pour sept des fédérations engagées (Fidji, îles Salomon, Nouvelle-Calédonie, Nouvelle-Zélande, Papouasie-Nouvelle-Guinée, Polynésie française et Vanuatu), un tour de barrages est organisé entre les 2 formations qualifiées à l'issue du championnat national, afin de déterminer un seul représentant qualifié pour la phase de poules. Pour les autres fédérations considérées comme en développement (îles Cook, Samoa américaines, Samoa et Tonga), une place en tour préliminaire leur est attribuée.
Le format de la compétition est le suivant :
- La phase préliminaire réunit 4 équipes des 4 fédérations considérées comme en développement (îles Cook, Samoa américaines, Samoa et Tonga) dans une poule disputée à Apia aux Tonga, où elles s'affrontent une fois
- Le tour de barrages réunit 14 équipes de 7 fédérations (Fidji, îles Salomon, Nouvelle-Calédonie, Nouvelle-Zélande, Papouasie-Nouvelle-Guinée, Polynésie française et Vanuatu) ; les 2 formations du même pays qualifiées à l'issue du championnat national s'affrontent afin de déterminer un seul représentant qualifié pour la phase de poules.
- La phase de poules réunit les 8 équipes qualifiées à Tahiti en Polynésie française, en deux poules de quatre où elles s'affrontent une fois.
- La phase finale débute au stade des demi-finales, qui opposent les équipes classées premières et deuxièmes de chaque groupe. Les demi-finales et la finale se jouent sur un seul match.

## Participants
Dix-huit équipes sont qualifiées pour cette édition 2024.
| Pays                                         | Club                                         | Qualification                                        |
| Tour de barrages (Qualifications nationales) | Tour de barrages (Qualifications nationales) | Tour de barrages (Qualifications nationales)         |
| -------------------------------------------- | -------------------------------------------- | ---------------------------------------------------- |
| Fidji                                        | Lautoka FC                                   | Champion des Fidji 2023                              |
| Fidji                                        | Rewa FC                                      | Vice-champion des Fidji 2023                         |
| Nouvelle-Calédonie                           | AS Magenta                                   | Champion de Nouvelle-Calédonie 2023                  |
| Nouvelle-Calédonie                           | ASC Gaïca                                    | Vice-champion de Nouvelle-Calédonie 2023             |
| Nouvelle-Zélande                             | Wellington Olympic AFC                       | Champion de Nouvelle-Zélande 2023                    |
| Nouvelle-Zélande                             | Auckland City                                | Vice-champion de Nouvelle-Zélande 2023               |
| Papouasie-Nouvelle-Guinée                    | Hekari United                                | Champion de Papouasie-Nouvelle-Guinée 2023-2024      |
| Papouasie-Nouvelle-Guinée                    | Southern Strikers                            | Vice-champion de Papouasie-Nouvelle-Guinée 2023-2024 |
| Îles Salomon                                 | Solomon Warriors                             | Champion des Salomon 2023-2024                       |
| Îles Salomon                                 | Central Coast                                | Vice-champion des Salomon 2023-2024                  |
| Polynésie française                          | AS Tefana                                    | Champion de Polynésie française 2022-2023            |
| Polynésie française                          | AS Pirae                                     | Vice-champion de Polynésie française 2022-2023       |
| Vanuatu                                      | Ifira Black Bird FC                          | Champion du Vanuatu 2023                             |
| Vanuatu                                      | Classic FC                                   | Finaliste du championnat du Vanuatu 2023             |
| Phase préliminaire                           |                                              |                                                      |
| Îles Cook                                    | Tupapa Maraerenga                            | Champion des îles Cook 2023                          |
| Samoa                                        | Vaivase-Tai FC                               | 3e du championnat des Samoa 2023                     |
| Samoa américaines                            | Vaiala Tongan                                | 7e du championnat des Samoa américaines 2023         |
| Tonga                                        | Veitongo FC                                  | Champion des Tonga 2023                              |

## Compétition

### Phase de qualification

#### Phase préliminaire
La phase préliminaire se joue les 17, 20 et 23 février 2024 à Nukuʻalofa (Tonga).
| Rang | Équipe            | Pts | J | G | N | P | Bp | Bc | Diff |  | Résultats         |  |     |     |      |
| ---- | ----------------- | --- | - | - | - | - | -- | -- | ---- |  | ----------------- |  | --- | --- | ---- |
| 1    | Vaivase-Tai FC    | 7   | 3 | 2 | 1 | 0 | 18 | 0  | +18  |  | Vaivase-Tai FC    |  | 4-0 | 0-0 | 14-0 |
| 2    | Tupapa Maraerenga | 6   | 3 | 2 | 0 | 1 | 17 | 6  | +11  |  | Tupapa Maraerenga |  |     | 3-2 | 14-0 |
| 3    | Veitongo FC       | 4   | 3 | 1 | 1 | 1 | 15 | 3  | +12  |  | Veitongo FC       |  |     |     | 13-0 |
| 4    | Vaiala Tongan     | 0   | 3 | 0 | 0 | 3 | 0  | 41 | -41  |  | Vaiala Tongan     |  |     |     |      |

#### Tour de barrages nationaux
Les barrages se jouent entre le 8 février et le 16 mars 2024.
| Équipe 1              | Résultat       | Équipe 2               | Aller | Retour   |
| --------------------- | -------------- | ---------------------- | ----- | -------- |
| Rewa FC               | 3 - 2          | Lautoka FC             | 0 - 0 | 3 - 2 ap |
| ASC Gaïca             | 1 - 2          | AS Magenta             | 1 - 2 | 0 - 0    |
| Auckland City         | 4 - 3          | Wellington Olympic AFC | 1 - 0 | 3 - 3    |
| Port Moresby Strikers | 0 - 5          | Hekari United          | 0 - 2 | 0 - 3    |
| Central Coast FC      | 1 - 2          | Solomon Warriors       | 0 - 1 | 1 - 1    |
| AS Pirae              | 2 - 2 (6-5tab) | AS Tefana              | 1 - 1 | 1 - 1    |
| Classic FC            | 2 - 3          | Ifira Black Bird FC    | 1 - 2 | 1 - 1    |

### Phase de groupes
Le tirage au sort de la phase de groupes a lieu le 17 janvier 2024 à Auckland. Il est intégral.
Les matchs se déroulent du 11 au 20 mai 2024. Le groupe A joue au stade Manu Ura à Paea tandis que le groupe B joue au stade Pater Te Hono Nui à Pirae.

#### Groupe A
| Rang | Équipe           | Pts | J | G | N | P | Bp | Bc | Diff |  | Résultats        |  |     |     |     |
| ---- | ---------------- | --- | - | - | - | - | -- | -- | ---- |  | ---------------- |  | --- | --- | --- |
| 1    | Auckland City    | 7   | 3 | 2 | 1 | 0 | 8  | 2  | +6   |  | Auckland City    |  | 2-2 | 1-0 | 5-0 |
| 2    | Rewa FC          | 7   | 3 | 2 | 1 | 0 | 8  | 6  | +2   |  | Rewa FC          |  |     | 3-2 | 3-2 |
| 3    | Hekari United    | 3   | 3 | 1 | 0 | 2 | 4  | 4  | 0    |  | Hekari United    |  |     |     | 2-0 |
| 4    | Solomon Warriors | 0   | 3 | 0 | 0 | 3 | 2  | 10 | -8   |  | Solomon Warriors |  |     |     |     |

#### Groupe B
| Rang | Équipe              | Pts | J | G | N | P | Bp | Bc | Diff |  | Résultats           |  |     |     |     |
| ---- | ------------------- | --- | - | - | - | - | -- | -- | ---- |  | ------------------- |  | --- | --- | --- |
| 1    | AS Pirae            | 7   | 3 | 2 | 1 | 0 | 11 | 1  | +10  |  | AS Pirae            |  | 0-0 | 5-1 | 6-0 |
| 2    | AS Magenta          | 7   | 3 | 2 | 1 | 0 | 10 | 1  | +9   |  | AS Magenta          |  |     | 2-1 | 8-0 |
| 3    | Ifira Black Bird FC | 3   | 3 | 1 | 0 | 2 | 7  | 8  | -1   |  | Ifira Black Bird FC |  |     |     | 5-1 |
| 4    | Vaivase-Tai FC      | 0   | 3 | 0 | 0 | 3 | 1  | 19 | -18  |  | Vaivase-Tai FC      |  |     |     |     |

### Phase finale

#### Demi-finales
Les matchs se déroulent le 22 mai 2024 au stade Pater Te Hono Nui à Pirae.
| 22 mai 2024    | Auckland City   | 1 – 0   | AS Magenta | Stade Pater Te Hono Nui, Pirae               |                                              |
| 14 h 00 UTC-10 | Stipe Ukich 66e | (0 – 0) |            | Spectateurs : 321 Arbitrage : Norbert Hauata | Spectateurs : 321 Arbitrage : Norbert Hauata |
| 14 h 00 UTC-10 | Rapport         |         |            | Spectateurs : 321 Arbitrage : Norbert Hauata | Spectateurs : 321 Arbitrage : Norbert Hauata |

| 22 mai 2024    | AS Pirae                                                                      | 4 – 2 ap              | Rewa FC                                        | Stade Pater Te Hono Nui, Pirae               |                                              |
| 18 h 00 UTC-10 | Désiré Ngiamba 90e (pen.) 90+6e · Patrick Tepa 98e · Peniame Drova 111e (csc) | (0 – 1, 2 – 2, 3 – 2) | 35e (pen.) Patrick Joseph · 90+9e Sami Kautoga | Spectateurs : 400 Arbitrage : Matthew Conger | Spectateurs : 400 Arbitrage : Matthew Conger |
| 18 h 00 UTC-10 | Rapport                                                                       |                       |                                                | Spectateurs : 400 Arbitrage : Matthew Conger | Spectateurs : 400 Arbitrage : Matthew Conger |

#### Finale
La finale se déroule le 24 mai 2024 au stade Pater Te Hono Nui à Pirae.
| 24 mai 2024    | Auckland City                                                                        | 4 – 0   | AS Pirae | Stade Pater Te Hono Nui, Pirae                |                                               |
| 18 h 00 UTC-10 | Michael den Heijer (en) 6e · Liam Gillion 30e · Stipe Ukich 48e · Christian Gray 59e | (2 – 0) |          | Spectateurs : 819 Arbitrage : Ben Aukwai (de) | Spectateurs : 819 Arbitrage : Ben Aukwai (de) |
| 18 h 00 UTC-10 | Rapport                                                                              |         |          | Spectateurs : 819 Arbitrage : Ben Aukwai (de) | Spectateurs : 819 Arbitrage : Ben Aukwai (de) |

## Récompenses
Les récompenses attribuées par l'OFC à l'issue de la compétition sont les suivantes :
- Meilleur joueur :  Liam Gillion (Auckland City)
- Meilleur buteur :  Germain Haewegene (AS Magenta)
- Meilleur gardien :  Conor Tracey (Auckland City)
- Fair-play :  Auckland City